# Власта Петковић
Властимир „Власта” Петковић (Београд, 1901 – Београд, 1943) био је адвокат, члан Централног националног комитета Краљевине Југославије.

## Биографија
Рођен је 10. новембра 1901. у Београду, где је завршио основну школу и гимназију. 
Године 1930. одлази у Париз и на Сорбони завршава правне студије, а затим и докторат. Пре рата је био члан удружења Ротари-клуба у Београду. Све до почетка Другог светског рата није се политички ангажовао, нити политички деловао. 
Након немачке окупације, живи и ради илегално у Београду. Био је један од утемељивача политичког одбора Равногорског покрета у Београду, а затим и председник Београдског политичког одбора. У августу је кооптиран за члана Централног националног комитета и ушао у његов извршни одбор. Радио је на организацији ЈУРАО у Београду, Обреновцу, Младеновцу и Шапцу. 
Немци су га ухапсили y децембру 1942. и спроводен у логор на Бањици. Ту је остао све до 10. фебруара 1943. када је одведен и стрељан у Јајинцима. 